# Tour della nazionale maschile di rugby a 15 dell'Inghilterra 1975
Nel 1975 la nazionale inglese di rugby a 15 si reca in tour ufficiale in Australia.
Si trattava di una squadra giovane, sperimentale, che subì sconfitte anche imbarazzanti come quella contro la selezione di "campagna" del Nuovo Galles del Sud.
Vi furono anche molti infortuni e molti giocatori vennero richiamati a sostituire i colleghi infortunati.

## Risultati
| Perth 10 maggio 1975 | Western Australia | 12 – 64 | Inghilterra XV | Perry Lakes |

| Sydney 13 maggio 1975 | Sydney | 14 – 10 | Inghilterra XV | Cricket Ground |

| Sydney 17 maggio 1975 | New South Wales | 24 – 29 | Inghilterra XV | Cricket Ground |

| Goulburn 20 maggio 1975 | NSW Country | 14 – 13 | Inghilterra XV |  |

| Sydney 24 maggio 1975 | Australia | 16 – 9 | Inghilterra | Cricket Ground |

| Brisbane 27 maggio 1975 | Quensland | 3 – 29 | Inghilterra XV | Ballymore |

| Brisbane 31 maggio 1975 | Australia | 30 – 21 | Inghilterra | Ballymore |

| Townsville 3 giugno 1975 | Queensland Country | 6 – 42 | Inghilterra XV | Sport Reserve |

## Touring Party
- Manager: A.O. Lewis
- Assistant Manager: J. Burgess
- Capatiano A. Neary (Broughton Park)

### Estremi
- P.E. Butler (Gloucester)
- A.J. Hignell (Cambridge University)

### Tre quarti
- A.W. Maxwell (New Brighton)
- A.J. Morley (Bristol)
- P.S. Preece (Coventry)
- K. Smith (Roundhay)
- P.J. Squires (Harrogate)
- D.M. Wyatt (Bedford)

### Mediani
- B.Ashton  (Orrell)
- W.N. Bennett (Bedford)
- P Kingston (Gloucester)
- A.J. Wordsworth (Cambridge University)

Replacements
- J.P.A.G. Janion (Richmond)
- A.G.B. Old (Middlesbrough)
- I.N. Orum (Roundhay)

### Avanti
- W.B. Beaumont (Fylde)
- P.J. Blakeway (Gloucester)
- M.A. Burton (Gloucester)
- S.A. Callum (Upper Clapton)
- F.E. Cotton (Coventry) 1
- A. Neary (Broughton Park)
- J.V. Pullin (Bristol)
- J.A.G.D. Raphael (Northampton)
- A.G. Ripley (Rosslyn Park)
- D.M. Rollitt (Bristol)
- R.M. Uttley (Gosforth)
- R.M. Wilkinson (Bedford)

Replacements
- P.J. Dixon
- B.G. Nelmes (Cardiff)